# Singla
Singla es una pedanía murciana integrada administrativamente en el municipio de Caravaca de la Cruz. Cuenta con 320 habitantes (INE 2019). 
Destacan los restos arqueológicos que se encuentran en las proximidades de la Ermita de Singla, a unos 800 metros del centro de esta pequeña localidad caravaqueña, pertenecientes a un establecimiento rural de época romana. Es uno más de los muchos yacimientos arqueológicos de época romana documentados en el municipio de Caravaca, lo que prueba hasta que punto fue intensa la romanización en esta tierra del interior.
- Datos: Q6129300